# Nikifor Mintschew
Nikifor Petrow Mintschew (bulgarisch Никифор Петров Минчев; * 5. Januar 1950 in Gabrowo) ist ein ehemaliger bulgarischer Radrennfahrer.

## Sportliche Laufbahn
Petrow Mintschew war Teilnehmer der Olympischen Sommerspiele 1972 in München. 1972 bestritt er mit dem bulgarischen Vierer die Mannschaftsverfolgung und wurde mit seinem Team (mit Dimo Angelow Tontschew, Plamen Timtschew und Iwan Zwetkow) als 5. klassiert.